# Platygaster lata
Platygaster lata är en stekelart som beskrevs av Förster 1861. Platygaster lata ingår i släktet Platygaster och familjen gallmyggesteklar. Inga underarter finns listade i Catalogue of Life.